# Banzi, Fujian
Banzi (kinesiska: 坂仔) är en köping i sydöstra Kina. Den ligger i Pinghe härad i staden Zhangzhou i provinsen Fujian, omkring 290 kilometer sydväst om provinshuvudstaden Fuzhou. Antalet invånare är 38460. Befolkningen består av 18 774 kvinnor och 19 686 män. Barn under 15 år utgör 19,0 %, vuxna 15-64 år 72 %, och äldre över 65 år 8,0 %.